# Яєчний білок

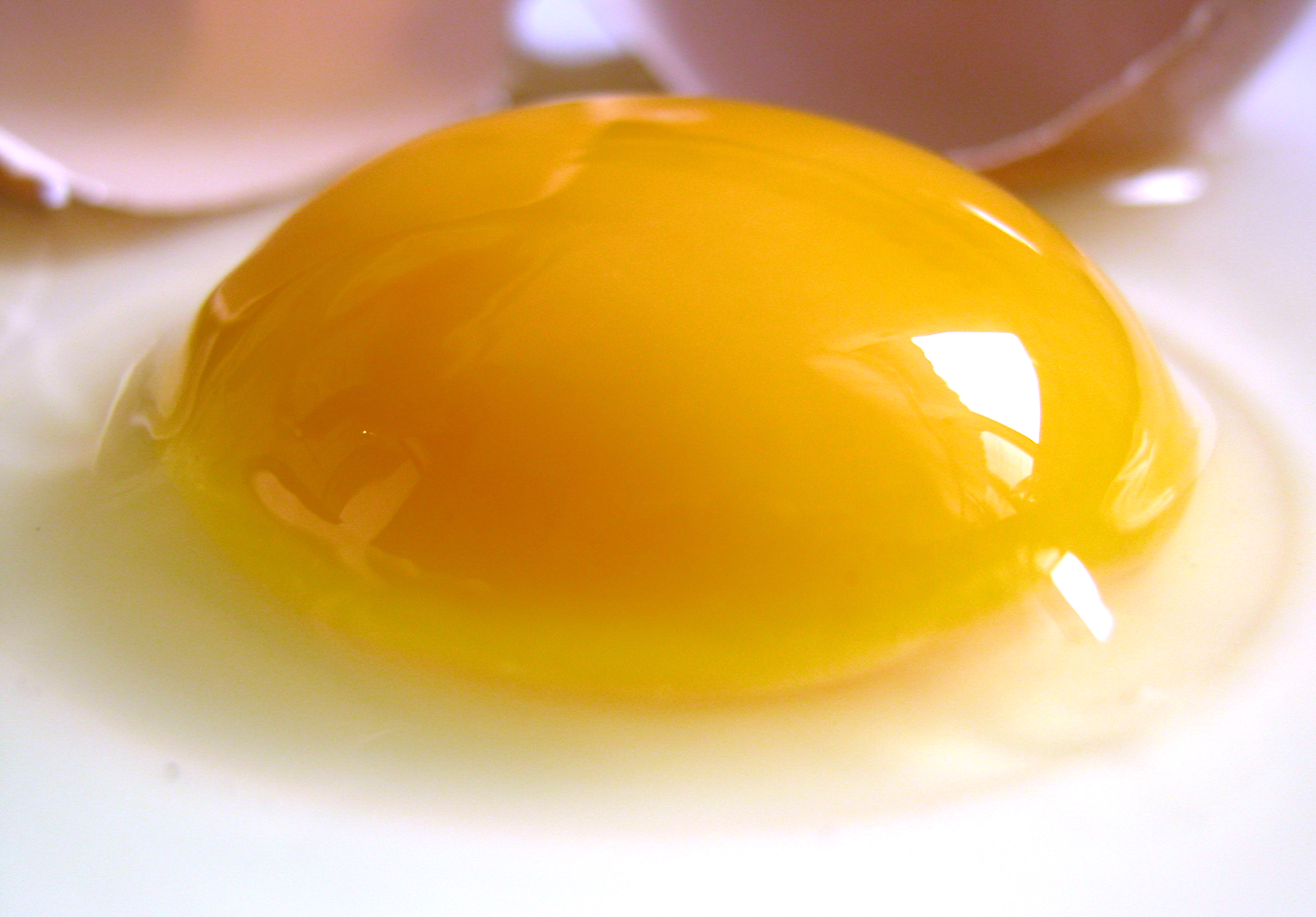
Яєчний жовток оточений білком

Яє́чний біло́к — прозора рідина, що міститься в яйці. Утворюється з цитоплазми яйцеклітини, яка до запліднення являє собою (разом із жовтком) єдину клітину. 
Яєчний білок складається з приблизно 15 % білків, розчинених в воді, більше половини яких приходиться на овальбумін. Головне призначення яєчного білка — захист жовтка та забезпечення додаткового джерела харчування для ембріону, що розвиватиметься в яйці. Тому харчова цінність яєчного білка дуже висока. На відміну від жовтка, яєчний білок практично не містить жиру. Яєчні білки знайшли багато кулінарних та не кулінарних застосувань людиною.
https://mobs.com.ua/yayechnij-bilok-sklad-kalorijnist-ta-vlastivosti/
1. ↑  Яєчний білок. Склад, калорійність та властивості (рос.). 23 червня 2023. Процитовано 15 грудня 2024.